# Greatest Hits (Björk)
| Recensione           | Giudizio |
| -------------------- | -------- |
| AllMusic             | [ 6 ]    |
| Entertainment Weekly | A        |
| Pitchfork            | (9.2/10) |
| Robert Christgau     | A−       |
| Rolling Stone        | [ 10 ]   |
| Slant Magazine       | [ 11 ]   |

Greatest Hits è una raccolta di successi della cantante islandese Björk, pubblicata nel 2002 dalla One Little Independent.

## Descrizione
La raccolta contiene singoli provenienti dai precedenti album di inediti della cantante: Human Behaviour, Venus as a Boy, Big Time Sensuality e Play Dead, provengono dall'album Debut del 1993; Army of Me, Isobel, Hyper-ballad e Possibly Maybe provengono da Post del 1995; All Is Full of Love, Jóga, Bachelorette e Hunter, provengono da Homogenic del 1998; Pagan Poetry e Hidden Place provengono da Vespertine del 2001. È presente, in fondo alla tracklist, l'unico inedito dell'album, It's in Our Hands, pubblicato come singolo il 25 novembre 2002.
La pubblicazione dell'album fu preceduta da un sondaggio online, sul sito ufficiale di Björk, in cui fu richiesto ai fan della cantante di votare il brano preferito tra le tracce dei vari album e le b-side, in modo da comporre una classifica destinata a diventare la tracklist della raccolta; le votazioni si conclusero il 9 luglio 2002, ma la classifica che ne derivò non fu completamente rispettata per la composizione della scaletta: ad esempio, l'album si apre con la canzone All Is Full of Love, nonostante il brano maggiormente votato fosse Hyper-Ballad.

## Tracce
Crediti adattati ai dati riportati nel sito della ISWC.
1. All Is Full of Love (Video Version) – 4:46 (Björk)
2. Hyper-ballad – 5:23 (Björk)
3. Human Behaviour – 4:13 (Björk, Nellee Hooper)
4. Jóga – 5:04 (Björk, Sjón)
5. Bachelorette – 5:17 (Björk, Sjón)
6. Army of Me – 3:56 (Björk, Graham Massey)
7. Pagan Poetry – 5:14 (Björk)
8. Big Time Sensuality (The Fluke Minimix) – 4:56 (Björk, Nellee Hooper)
9. Venus as a Boy – 4:41 (Björk)
10. Hunter – 4:15 (Björk)
11. Hidden Place – 5:28 (Björk, Guy Sigsworth, Mark Bell)
12. Isobel – 5:48 (Björk, Nellee Hooper, Marius De Vries, Sjón)
13. Possibly Maybe – 5:07 (Björk)
14. Play Dead – 3:57 (Björk, David Arnold, Jah Wobble)
15. It's in Our Hands – 4:14 (Björk)

## Crediti
- David Arnold – composizione (traccia 14), produzione (traccia 14)
- Mark Bell – composizione (traccia 11), produzione (tracce 4, 10)
- Björk – composizione, artista principale, produzione (tracce 1, 2, 4–8, 10–13, 15)
- Danny Cannon – produzione  (traccia 14)
- Paul Conboy – produzione, remix
- Drew Daniel – produzione (traccia 15)
- Marius de Vries – composizione (traccia 12)
- Fluke – produzione (traccia 8), remix (traccia 8)
- Nellee Hooper – composizione (tracce 3, 8, 12), produzione (tracce 2, 3, 6, 8, 9, 12, 13)
- Roger Lian – editing digitale
- -M- – sleeve art
- Graham Massey – composizione (traccia 6), produzione (traccia 6)
- Jennifer Quinn-Richardson – coordinazione produzione
- Guy Sigsworth – composizione (traccia 11)
- Sigurjon "Sjón" Sigurdsson – composizione (tracce 4, 5, 12)
- Mark "Spike" Stent – missaggio
- Howie Weinberg – mastering
- Jah Wobble – composizione (traccia 14)

Fonti:

## Classifiche

### Classifiche settimanali
| Classifica (2002) | Posizione massima |
| ----------------- | ----------------- |
| Australia         | 84                |
| Austria           | 64                |
| Belgio (Fiandre)  | 42                |
| Belgio (Vallonia) | 18                |
| Germania          | 71                |
| Italia            | 39                |
| Regno Unito       | 53                |
| Stati Uniti       | 115               |
| Svezia            | 52                |
| Svizzera          | 24                |

### Classifiche di fine anno
| Classifica (2009) | Posizione |
| ----------------- | --------- |
| Islanda           | 71        |